# Ramona Farcău
Ramona Petruța Farcău (anterior Maier; n. 14 iulie 1979, Zalău) este o fostă mare jucătoare de handbal din România. Timp de peste 10 ani a fost componentă de bază a echipei naționale a României, pentru care a jucat în 214 meciuri și a înscris 689 de goluri. Farcău a evoluat cu echipa României la două ediții ale Jocurilor Olimpice,  în 2000 și 2008. La ediția din 2008, de la Beijing, Farcău a fost desemnată cea mai bună marcatoare a competiției, cu 56 de goluri înscrise, și a fost selectată în echipa ideală All-Star team.
Deși dreptace, Ramona Farcău a fost o handbalistă extrem de eficientă atât în extrema stângă cât și în cea dreaptă. Versatilitatea ei l-a ajutat, spre exemplu, pe selecționerul Gheorghe Tadici să convoace la lot doar trei extreme la Campionatul Mondial din 2005, desfășurat în Rusia, acolo unde naționala României, cu Farcău în componență, a câștigat medalia de argint. În iunie 2017, handbalista a declarat într-un interviu că s-a simțit mai bine în cariera ei în extrema dreaptă.
Ramona Farcău s-a retras oficial din activitate pe 5 august 2017, în cadrul unui meci amical organizat de ea însăși între echipa HCM Râmnicu Vâlcea și o selecționată a Oltchim care, în anul 2010, a jucat finala Ligii Campionilor EHF.

## Palmares

### Club
- Liga Națională:
  -  Câștigătoare (10): 2001, 2004, 2005 (cu Silcotub Zalău), 2007, 2008, 2009, 2010, 2011, 2012, 2013 (cu Oltchim Râmnicu Vâlcea)

- Cupa României:
  -  Câștigătoare (3): 2003 (cu Silcotub), 2007, 2011 (cu Oltchim)

- Supercupa României:
  -  Câștigătoare: 2007, 2011 (cu Oltchim)

- Liga Campionilor EHF:
  - Finalistă: 2010 (cu Oltchim)
  - Semifinalistă: 2009, 2012, 2013 (cu Oltchim)

- Cupa Cupelor EHF:
  -  Câștigătoare (1): 2007 (cu Oltchim)
  - Semifinalistă: 2001 (cu Silcotub)
  - Sfert-finalistă: 2003 (cu Silcotub)

- Trofeul Campionilor EHF:
  -  Câștigătoare (1): 2007 (cu Oltchim)

- Cupa EHF:
  - Sfert-finalistă: 2000, 2005 (cu Silcotub)

### Echipa națională
- Campionatul Mondial:
  -  Medalie de argint: 2005

- Campionatul Mondial Universitar:
  -  Medalie de aur: 2002

- Campionatul Mondial de Tineret
  -  Medalie de aur: 1999.[7]

## Performanțe individuale
- Cea mai bună marcatoare la Jocurile Olimpice: 2008 (56 de goluri din 78 de aruncări, procentaj 72%);[2]
- Extrema dreapta a All-Star team la Jocurile Olimpice: 2008;[8]
- Cea mai bună marcatoare din Liga Națională: 2005 (242 de goluri);[9]

## Distincții
Din 2006 ea este cetățean de onoare al municipiului Zalău.